# Município N'harea
Município N'harea är en kommun i Angola.   Den ligger i provinsen Bié, i den centrala delen av landet, 500 km sydost om huvudstaden Luanda.
I omgivningarna runt Município N'harea växer huvudsakligen savannskog. Runt Município N'harea är det ganska glesbefolkat, med 23 invånare per kvadratkilometer.